# Worms 4
Worms 4 es un videojuego de estrategia por turnos de la saga Worms desarrollado y publicado por Team17 para iOS y Android en 2015. Parte de la base de Worms 3 pero con novedades como nueva apariencia más simple y un diseño mejorado para móviles con paisajes más pequeños, equipos más pequeños y longitudes de partido más corta.

## Jugabilidad
En Worms 4, hasta tres equipos de gusanos se turnan para maniobrar un mapa en 2D usando armas y elementos para eliminar a los equipos oponentes. El juego presenta una campaña para un jugador diseñada para introducir gradualmente la mecánica del juego y tres opciones multijugador que consisten en una batalla contra la IA, hotseat y matchmaking online.

## Novedades
- Nuevas armas como el "cometa Halley".
- Mejoras de armas: los jugadores pueden conseguir más de cien mejoras y se pueden combinar para que se adapten mejor a la estrategia del jugador.
- Cinco regiones nuevas: Middle Turf, Candiville, Wacky-Habara, Tomorrow Islands y Fro Zone.
- 80 misiones para un jugador.
- Facciones: roja o azul.
- Nuevo bancos de voz y nuevas opciones de personalización.no cuenta  con voces en español solo en inglés
- Desafíos diarios opcionales para ganar recompensas adicionales.
- Botín: girar una ruleta y abrir cofres de botín para ganar recompensas y personalizar todos los aspectos de los gusanos.
- Eventos mundiales: cada semana se celebran eventos dinámicos en el mapa mundial del juego. Los jugadores participan en estos eventos y compiten contra otros jugadores con el objetivo de representar a su facción y ganar premios para sus compañeros de facción.
- Conéctarse con otros jugadores mediante cuenta de Facebook para enfrentarse en partidas multijugador en línea o ver sus progresos en la pantalla del mapa mundial para superar su puntuación.[5]

## Recepción
Worms 4 recibió críticas positivas. Metacritic le dio un puntaje de 74/100 e Impulse Gamer 3.8/5